# Јоркширски теријер
Јоркшир теријер је мали пас расе теријера, која је развијена 1800. године у историјском подручју Јоркширу у Енглеској. Дефинишуће карактеристике расе су његова мала величине и сјајна и фина длака попут свиле. Надимак за расу је Yorkie и налази се у групи теријера али паса љубимаца по класификацији Међународног кинолошког савеза и играчке групе или Пратилац групе од стране других клубова одгајивачница, мада сви се слажу да је расе теријер.